# Dumaguete

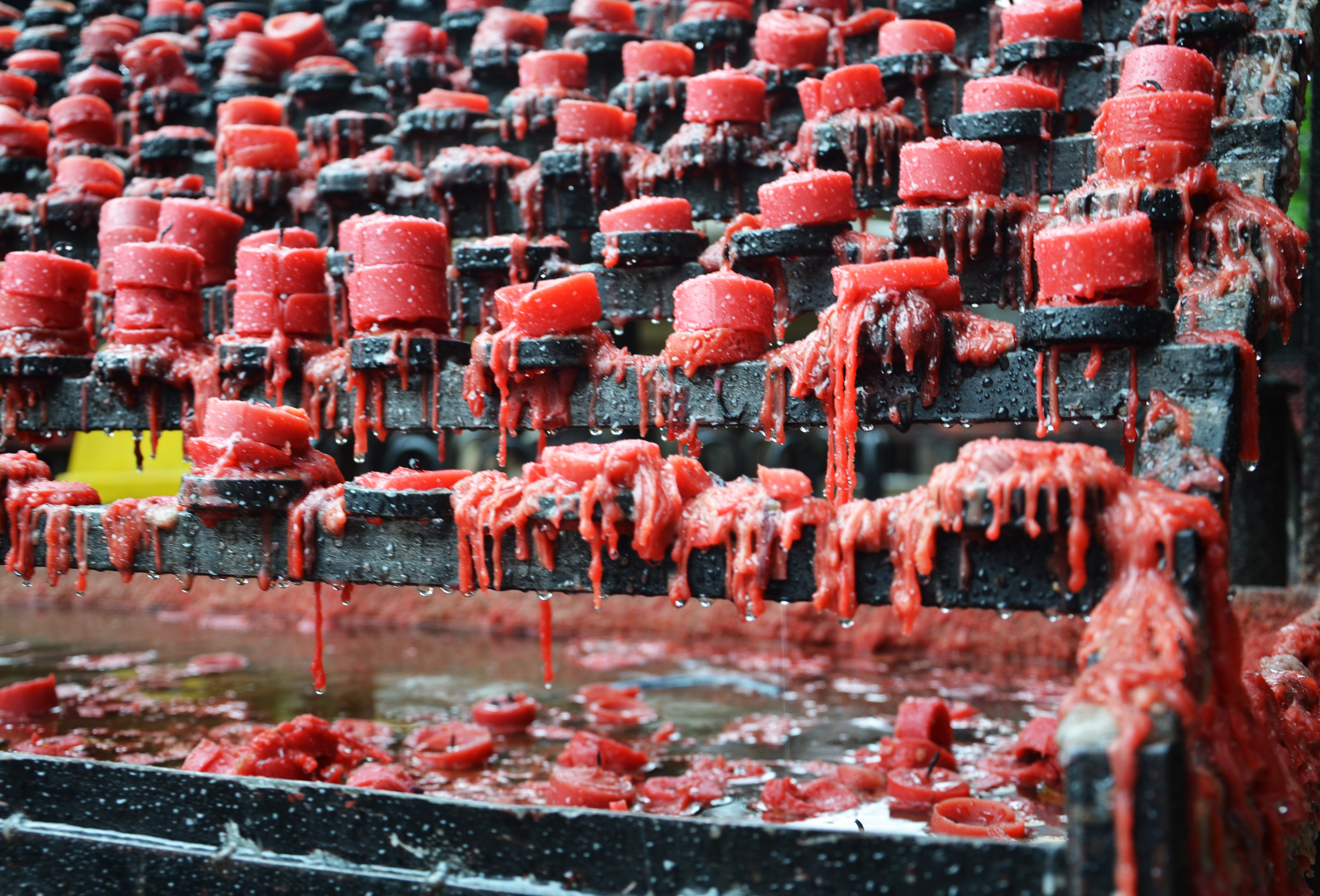

Dumaguete – miasto na Filipinach w regionie Środkowe Visayas, na południowo-wschodnim wybrzeżu wyspy Negros, nad Morzem Bohol. Jest to ośrodek administracyjny prowincji Negros Oriental. W 2010 roku liczyło 120 883 mieszkańców.
Miasto jest portem dla eksportu cukru oraz kopry. Rozwinięty przemysł rzemieślniczy (produkcja mat oraz naczyń), dwa uniwersytety (założone w 1901 i 1949). Ośrodek turystyczny, świetne warunki do nurkowania.

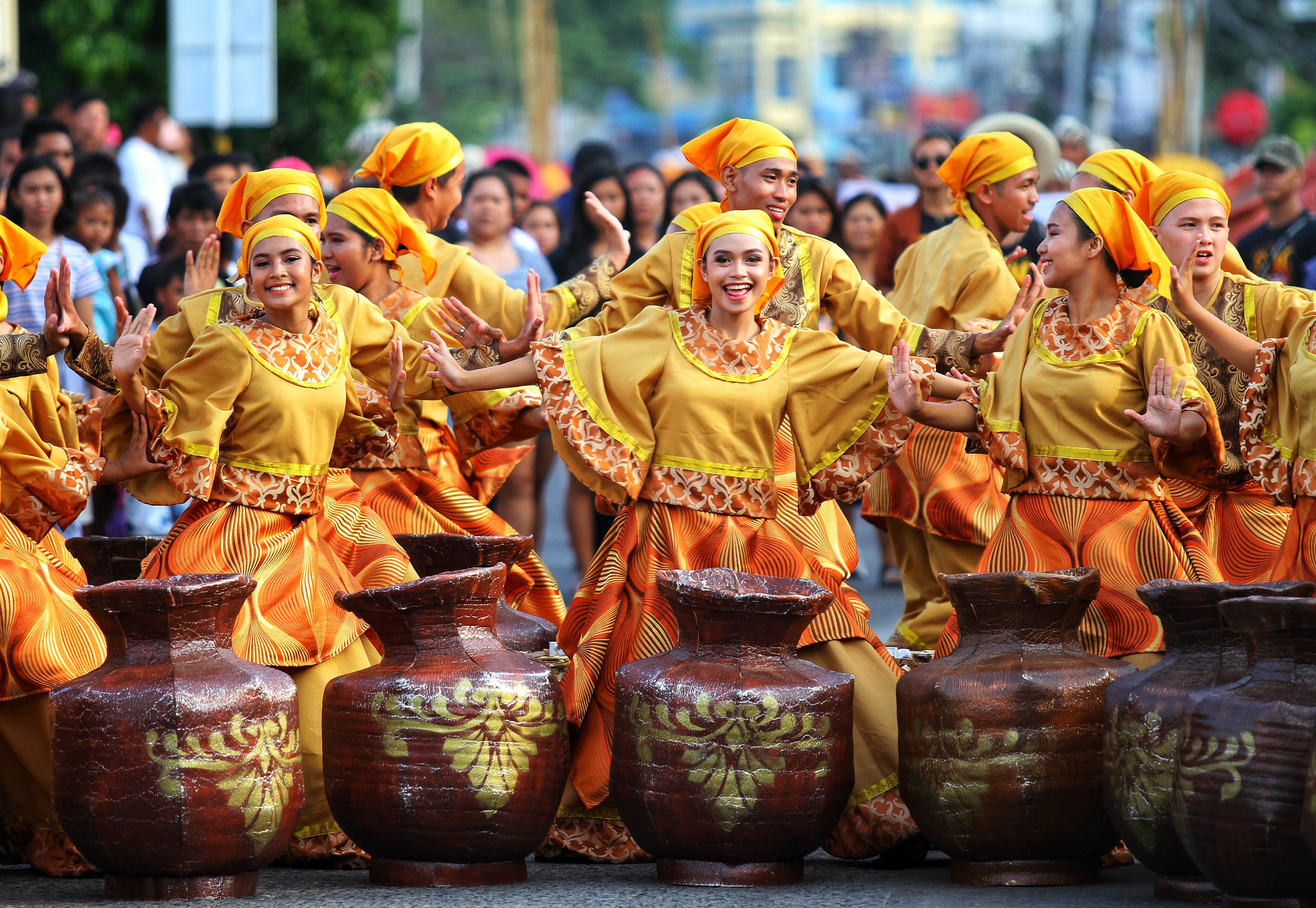
Uczestniczki Festiwalu Sandurot w Dumaguete, 2019 r.